# Nicolás Pavlovich
Nicolás Pavlovich (* 14. Februar 1978 in Balcarce, Provinz Buenos Aires) ist ein ehemaliger argentinischer Fußballspieler jugoslawischer Abstammung. Pavlovich hat auch einen italienischen Pass. 

## Karriere
Der Mittelstürmer stammt aus der Jugend von Rosario Central. 1998 wechselte er dann zu den Newell’s Old Boys, wo er für die Saison 1999/2000 an Argentino de Rosario verliehen wurde. Nach 61 Spielen, in denen er 14 Tore schoss, verließ er die Old Boys und wechselte für eine Saison zum Racing Club Avellaneda. Im Januar 2003 wechselte er Premjer-Liga zu Saturn Ramenskoje. Zur Saison 2006/2007 wechselte der beidfüßige Stürmer zum 1. FC Kaiserslautern, den er aber nur nach einem halben Jahr verließ und einen Vertrag beim mexikanischen Club Monarcas Morelia unterschrieb. Da nach wechselte Pavlovich zurück nach Argentinien und spielte eine Saison für den CA Banfield. Im Anschluss zog es ihm zu Argentinos Juniors, wo er in 55 Spielen 15 mal traf, ehe er in die mexikanischen Primera División zum Club Necaxa ging. 
Von Januar bis August 2011 spielte Pavlovich beim Club Libertad in Paraguay. Anschließend wechselte er zu Olimpo de Bahía Blanca in die argentinische Primera División. Nach dem Abstieg 2012 verließ er den Klub wieder und schloss sich dem chilenischen Erstligisten Deportes La Serena an. Dort beendete er Mitte 2013 seine Karriere.